# Cisliano
Cisliano is een gemeente in de Italiaanse metropolitane stad Milaan (regio Lombardije) en telt 3334 inwoners (31-12-2004). De oppervlakte bedraagt 14,7 km², de bevolkingsdichtheid is 236 inwoners per km².

## Demografie
Cisliano telt ongeveer 1316 huishoudens. Het aantal inwoners steeg in de periode 1991-2001 met ..% volgens cijfers uit de tienjaarlijkse volkstellingen van ISTAT.
| Jaar | Inwoneraantal |
| ---- | ------------- |
| 1991 | 3302          |
| 2001 | 3303          |

## Geografie
De gemeente ligt op ongeveer 128 m boven zeeniveau.
Cisliano grenst aan de volgende gemeenten: Sedriano, Bareggio, Vittuone, Corbetta, Cusago, Albairate, Gaggiano.